# Unthank (Harwood)
Unthank – wieś w Anglii, w hrabstwie Durham, blisko Harwood. Leży 47 km na zachód od miasta Durham i 380 km na północ od Londynu.